# 和豐地產投資
和豐地產投資有限公司，簡稱和豐地產投資（英語：WELL FUNG PROPERTY & INVESTMENT LIMITED，港交所除牌時0260.HK），在1971年建立，在1972年於港交所上市，當時業務主要經營香港金融、地產等行業。前身為「和豐投資有限公司」、「HUTCHISON FUNG PROPERTY AND INVESTMENT COMPANY LIMITED」，以及「HUTCHISON FUNG COMPANY LIMITED」。
在1985年，被澳大利亞財團輝煌集團李明治進行收購，在1985年10月5日，更名為聯合國際工業有限公司，在1997年4月25日，更名為豐泰集團國際有限公司，再在2005年4月22日更名為中國環保投資股份有限公司至今，也是最多次更改名稱。

## 外部連結
- irasia.com/listco/hk/cei/index.htm（页面存档备份，存于）